# Michael Porter
Michael Eugene Porter (Ann Arbor, 23 maggio 1947) è un economista statunitense.
Michael Porter è professore alla Harvard Business School dove ha fondato ed è stato direttore dell'Institute for Strategy and Competitiveness.
Porter è uno dei maggiori esponenti della teoria della strategia manageriale. I suoi obiettivi più importanti sono quelli di poter determinare come una società (azienda), o una regione, possa costruirsi un vantaggio competitivo.
Il sistema strategico di Porter consiste principalmente in:
- Analisi delle 5 forze di Porter (5 Forces analysis).
- Gruppi strategici (strategic groups).
- Catena del valore (value chain).
- Modello del Diamante di Porter (Porter's Diamond) che identifica le motivazioni per le quali alcune nazioni risultano vincenti in campo internazionale in determinati settori economici.
- Strategie generiche di: leadership di costo, differenziazione, focalizzazione (mercato di nicchia).
- Strategie di posizionamento nel mercato basate su: varietà, bisogni e accesso.

Nel 1984 fu cofondatore della Monitor Group, società con sede centrale a Cambridge, Massachusetts.
Nel 1994 fondò la Initiative for a Competitive Inner City, organizzazione non-profit per promuovere lo sviluppo economico nei centri urbani impoveriti.